# Ангара (деревня)
Ангара́ — деревня в Иркутском районе Иркутской области России. Входит в состав Урикского муниципального образования.

## География
Деревня находится на правом берегу реки Ангара, в 19 км к северо-западу от административного центра города Иркутск.

## Население
| 2002 | 2010 | 2011 | 2012 |
| ---- | ---- | ---- | ---- |
| 7    | ↗33  | →33  | ↗38  |